# بریژیت
بریژیت (به انگلیسی: Breguet) یک کارخانه ساخت ساعت‌های لوکس است که توسط آبراهام لوییز بریژیت در سال ۱۷۷۵  تأسیس شده‌است. بریژیت یکی از قدیمی‌ترین سازندگان ساعت در جهان است. از سال ۱۹۷۶ این شرکت بخشی از شرکت گروه سواچ است.